# The Great Escape (игра, 1986)
The Great Escape (Великий побег) — компьютерная игра для ZX Spectrum и других платформ, написанная Denton Designs и выпущенная Ocean в 1986 году. Является одной из наиболее оригинальных игр на платформе ZX Spectrum.

## Сюжет
Сюжет игры в общих чертах основан на сюжете знаменитого художественного фильма «Большой побег» (1963). Действие происходит во время Второй мировой войны. Главный герой — военный лётчик Королевских ВВС Великобритании, сбитый над вражеской территорией и попавший в немецкий плен. Его задача — совершить побег из хорошо охраняемого лагеря для военнопленных.
Территория лагеря состоит из лагерного двора, «зоны безопасности», площадки для прогулок, бараков и зданий (в общей сложности 25 комнат), двух подземных туннелей.

## Геймплей
Суть игры заключается в том, чтобы, следуя лагерному распорядку дня, одновременно исследовать лагерь и собирать предметы, необходимые для подготовки и проведения побега. Уровень морали главного героя показан в виде флага в левой части экрана. Когда герой тем или иным образом нарушает лагерную дисциплину (например, находится на территории, где его быть не должно), флаг из зелёного становится красным. Если нарушение обнаружено, а охране удаётся схватить героя до того, как он вернулся на «разрешённую» территорию, то он оказывается в карцере. Это заметно снижает уровень морали (флаг опускается вниз по флагштоку). Когда флаг будет полностью спущен, герой утратит волю к побегу и станет примерным заключённым. В этом случае остаётся лишь начать игру заново (SHIFT+SPACE).
Увеличить мораль можно различными действиями, в частности, открывая двери ключами. Пока флаг остаётся зелёным, то управлять героем может компьютер — для этого достаточно некоторое время не нажимать на клавиши. Компьютер полностью выполняет лагерное расписание и не нарушает правил, что довольно удобно, так как позволяет игроку спланировать дальнейшие действия и взять управление на себя в наиболее подходящий для совершения «противоправных» действий момент.

### Персонажи
- Заключённые — внешне ничем не отличаются от главного героя. Всего в игре есть 7 заключённых под управлением компьютера (кроме того, несколько человек постоянно лежат в лазарете). Они никогда не нарушают лагерного распорядка, за исключением случая с подкупом (см. ниже).
- Охранники — основное препятствие для побега. После каждого попадания в карцер число охранников увеличивается, поскольку усиливаются меры безопасности. Некоторые из них выполняют патрулирование по определённым маршрутам, остальные следуют за общей массой заключённых или просто ходят по лагерю.
- Комендант — уникальный персонаж. Представляет наибольшую угрозу для главного героя, так как случайным образом ходит по всей территории лагеря. Его труднее обмануть при помощи униформы.
- Сторожевые собаки — ходят в «зоне безопасности» с двух сторон лагеря, соответственно, представляют угрозу только в этом месте. Когда герой заходит в «зону безопасности» (это запрещено во всех случаях, кроме прохождения через ворота во время прогулки), то при контакте с собакой оказывается в карцере.

### Распорядок дня
Игра начинается утром, перед подъёмом. Распорядок дня состоит из четырёх основных мероприятий, которые никогда не меняются. О начале и конце каждого мероприятия сигнализирует звонок. В коротких перерывах между этими мероприятиями заключённые бесцельно бродят по лагерному двору; это один из наиболее подходящих моментов для каких-либо действий.
- Утренняя перекличка. Производится в лагерном дворе возле офиса Красного Креста.
- Обед. Происходит в столовой.
- Прогулка. Происходит в специальной огороженной зоне за пределами основной территории лагеря. Попасть на площадку для прогулок можно через ворота, миновав «зону безопасности», либо через подземный туннель.
- Вечерняя перекличка. То же самое, что утренняя перекличка.

Вскоре после завершения вечерней переклички заключённые расходятся по баракам и ложатся спать. Через некоторое время наступает ночь. Ночь длится несколько минут реального времени и является своеобразной паузой в игре, так как в это время можно сделать очень немногое. Хотя ночное время кажется самым удобным для побега, в действительности это не так. Выйдя на лагерной двор в тёмное время суток, главный герой очень быстро обнаруживается прожектором, после чего поднимается тревога.
Утреннюю и вечернюю переклички желательно посещать всегда: любой пропуск приведёт к усилению охраны лагеря. Зато отсутствие главного героя на обеде и прогулке никем не будет замечено.
Каждое утро в офис Красного Креста приходит посылка, до которой нет дела никому, кроме главного героя, которому нужно забрать её и вскрыть. В посылке в определённом порядке приходят четыре предмета, необходимые для побега.
В игре нет каких-либо ограничений по времени, однако утром каждого нового дня моральный уровень главного героя снижается, тем самым побуждая игрока к действию.

### Предметы
Все предметы (в игре 15 предметов) лежат на определённых местах. Если предмет после использования бросить где-нибудь в помещении или во дворе, то рано или поздно он будет обнаружен охраной и возвращён на место (игрока об этом информирует текстовое сообщение). После этого предположительно усиливается охрана лагеря. Наилучшим местом хранения предметов являются подземные туннели, где их никто не найдёт. Когда игрок попадает в карцер, то все предметы, которые были у него в этот момент, возвращаются на свои места, а все открытые двери вновь запираются.
- Ключи — всего в игре есть три ключа разных цветов (красный, жёлтый, зелёный). Каждый из них открывает определённую дверь.
- Лопата — нужна для того, чтобы раскопать завал в подземном туннеле, ведущем на площадку для прогулок.
- Набор инструментов — позволяет открыть любую запертую дверь (в игре их 7, включая дверь карцера, которую не имеет смысла взламывать).
- Фонарь — нужен для перемещения по подземным туннелям. Хорошо изучив туннели, по ним можно перемещаться в темноте, без фонаря.
- Форма охранника — надев её, главный герой получает несколько бо́льшую свободу действий: охранники принимают его за своего, и, как правило, не обращают внимания на его нахождение в запретных местах. Интересно, что если герой в форме охранника присутствует на перекличке, то его присутствие засчитывается и не вызывает подозрения. Надев форму охранника, нежелательно совершать откровенно провокационные действия (например, бросать предметы у всех на виду, взламывать двери). Кроме того, комендант лагеря может разоблачить главного героя, если подойдёт к нему слишком близко.
- Узелок с деньгами — приходит в посылке Красного Креста в первый день, назначение точно неизвестно (возможно, для взяток охране).(можно взять в побег за место документов. По сути это тоже один из ключевых предметов)
- Кусачки — приходят в посылке Красного Креста на второй день. Нужны для перекусывания проволоки в ограждении вокруг лагеря.
- Плитка шоколада — приходит в посылке Красного Креста на третий день. Можно использовать для подкупа одного из заключённых, чтобы тот отвлекал внимание охраны во время переклички (вероятно, при этом можно пропустить перекличку без последствий). После использования исчезает и приходит вновь в очередной посылке.
- Компас — приходит в посылке Красного Креста на четвёртый день. Один из двух ключевых предметов для успешного побега.
- Документы — лежат в кабинете коменданта лагеря. Один из двух ключевых предметов для успешного побега.
- Радиоприёмник — назначение неизвестно.
- Пузырёк с ядом (буква P — Poison) — Можно полить им обеденный набор.
- Обеденный набор — Можно использовать для приманивания собак.

## Побег
Технически побег выглядит достаточно просто: главный герой перекусывает кусачками проволоку в ограждении и уходит за пределы экрана. Однако в этом случае игроку будет сообщено о провале побега. Для того, чтобы побег был успешным, необходимо иметь при себе две вещи — компас и документы
Трудность заключается в том, что главный герой может иметь при себе только два предмета. Для преодоления проволочного забора нужны кусачки, то есть для перемещения компаса и документов потребуется преодолеть забор два раза, что занимает некоторое время. При этом крайне сложно не попасться на глаза охраннику. Таким образом, для успешного побега требуются очень хорошее планирование и некоторая удача.
Важным элементом побега является использование подземного туннеля. На территории лагеря есть два туннельных комплекса, вырытых предположительно предыдущими беглецами; к сожалению, ни один из них не выходит за пределы собственно лагеря. Первый комплекс начинается непосредственно в комнате главного героя, за печью-буржуйкой, и выходит на площадку для прогулок. Именно он выглядит наиболее удобным местом, откуда можно перенести необходимые предметы к забору во время побега. Второй туннель начинается в подсобном помещении и выходит в «зону безопасности», что делает его использование проблемным. Находясь в подземелье, главный герой может чувствовать себя в полной безопасности: ни охранники, ни комендант сюда не забираются. Перемещаться по туннелям поначалу лучше с фонариком — без него легко пропустить нужный поворот, кроме того, в первом туннеле есть одна тупиковая ветка. Изучив схему туннелей, по ним можно перемещаться и «вслепую». Также в первом туннеле есть завал, который необходимо расчистить с помощью лопаты.

## Загадки игры
Хотя по «The Great Escape» были написаны несколько подробных прохождений, в игре остаются некоторые неразрешённые вопросы. Скорее всего, эти вопросы были намеренно оставлены разработчиками для отвлечения внимания игроков, и в действительности ничего нового в «The Great Escape» обнаружить уже нельзя.
- В «зоне безопасности» находится запертая дверь, через которую могут проходить охранники. Для неё нет ключа, и её невозможно открыть набором инструментов. По всей видимости, за ней нет никаких помещений.
- Не установлено назначение радиоприёмника.
- Не установлено назначение пузырька с ядом и обеденного набора. Набор можно отравить при помощи пузырька (меняется цвет), однако как использовать его в дальнейшем — неизвестно. В некоторых британских журналах отмечалось, что яд необходим для отравления собак в «зоне безопасности», но ни в одном из прохождений игры эпизод с отравлением не упоминается.
- В крайнем правом бараке в углу на полу лежит неизвестный предмет, предположительно листок бумаги и ручка. Рядом с ним расположены два стула, из-за которых подойти к предмету и взять его невозможно.

## Саундтрек
В игре использована мелодия на мотив британской солдатской песни It's a Long Way to Tipperary.

## Оценка
Игра «The Great Escape» была встречена положительными отзывами критиков, и в целом считается очень успешной. Для 1986 года игра обладала хорошей графикой, большой нелинейностью прохождения и оригинальной возможностью передачи управления главным героем компьютеру. По оценке журнала ZX Computing, на 1987 год «The Great Escape» была лучшей из когда-либо выпущенных игр фирмы Ocean. Интересно, что отдельные публикации об игре появлялись в британских компьютерных журналах вплоть до 1990 года. Журнал Your Sinclair поместил её на 23-е место в своём списке 100 лучших игр для Спектрума.